# Prinz Friedrich von Corsica
Prinz Friedrich von Corsica, auch Friedrich, Prinz von Korsika, im ersten Manuskript Prinz Friedrich, ist ein historisch-romantisches Drama in fünf Akten nach Van der Veldes Erzählung von Johann Nestroy. Das Stück entstand vermutlich bereits 1822 (nach Otto Rommel) oder 1827 (nach Franz H. Mautner) und wurde erst am 18. Dezember 1841 als Rudolph, Prinz von Korsika am Leopoldstädter Theater als Benefizvorstellung für Alois (Louis) Grois in Wien uraufgeführt und nur einmal wiederholt.

## Inhalt
Wegen eines Duelles mit tödlichem Ausgang muss Friedrich vor den Cölner Häschern fliehen und wird von einer Zigeunerhorde auf Bitte von Alma versteckt. Trevoux bringt einen Brief, in dem Friedrichs wahre Herkunft aufgedeckt wird – er ist der Sohn des neuen corsischen Königs Theodor. Die Zigeuner verteidigen Friedrich, bis er entkommt. Der Anführer Horra beschwört Friedrich:
„Wenn das Schicksal einst Euch hochgestellt und ihr dann Gnade üben könnt an meinen Brüdern, wo's auch sei, dann lohnt es mir!“ (Erster Akt, zehnte Szene)
In Livorno wird Friedrich von Bondelli erkannt und gehuldigt, er sieht Olympia und verliebt sich in sie, hat einen Zusammenstoß mit dem genuesischen Procurator und muss auf Giafferis Corvette fliehen, die ihn nach Corsica bringt. Dort stürzt sich Friedrich sofort in eine Schlacht, besiegt die Genueser und nimmt Franchi gefangen, den er dann vor der Hinrichtung bewahrt und freilässt. Er verlobt sich mit Olympia, obwohl er insgeheim Alma nicht vergessen kann.
Hassan will kein weiteres Geld aus Tunis herbeischaffen, um Theodor unter Druck zu setzen. Alle Versuche Theodors, Hilfe zu bekommen, schlagen fehl. Als auch noch die Franzosen auf Seite der Genuesen eingreifen und manche Corsen zu Verrätern werden, muss der König fliehen und Friedrich wird gefangen genommen. Franchi befreit ihn aus Dankbarkeit aus dem Kerker, Friedrich kommt nach Livorno, wo er entdeckt, dass Olympia den General Maillebois heiraten will. Alma stellt sich als die einst von Zigeunern entführte Isabella, Giafferis Tochter, heraus; sie und Friedrich, der in den Dienst des Königs von Neapel tritt, finden zusammen.
Nicht auf der Größe Höhen blüht des Glückes Blume.
Ein stilles Thal erkohr sie sich zum Heiligthume.
Ein treuer Freund, ein treues Weib, das ist das Glück.
Mir ward's zu Theil, ich preise dankbar mein Geschick. (Fünfter Akt, siebente Szene)

## Werksgeschichte
Die Quelle für Johann Nestroys historisch-romantisches Drama, das in vierfüßigen Jamben geschrieben war und sein einziger derartiger Versuch blieb, ist das Werk „Prinz Friedrich. Eine Erzählung aus der ersten Hälfte des achtzehnten Jahrhunderts“ von Carl Franz van der Velde. Es wurde 1819 in der Dresdner Abend-Zeitung erstmals veröffentlicht und 1820 in Buchform herausgebracht. Van der Velde beschreibt die Lebensgeschichte des westfälischen Barons Theodor von Neuhoff, der am 15. April 1736 zum König von Korsika gewählt worden war und sich einige Monate in dieser Position halten konnte. Im Original sind die „gehobenen Passagen“ des Werkes in Blankversen verfasst.
Nestroy hat sich mit dem geschichtlichen Hintergrund, dem Aufbau und den Schauplätzen, sogar dem Dialog eng an die Vorlage gehalten. Die Handlung ist bei van der Velde ausführlicher, Friedrich kämpft als Vizekönig Korsikas und dann als Partisan in den Bergen noch einige Jahre gegen Genueser und Franzosen, bis er freien Abzug nach Livorno bekommt. Olympia ist die gegen Alma, die Tochter des Grafen von Brienne, vertauschte Enkelin Wlaskas. Viele Jahre später erzählt Wachtendonk Friedrich, nunmehr neapolitanischer General und Ehemann Almas, vom Tod seines Vaters und Olympias weiterem Geschick als Nonne. Van der Veldes Werk lässt deutliche Anklänge an Schillers „Wallenstein“ erkennen – Theodor als Machtpolitiker mit Neigung zur Astrologie wie Wallenstein, der erfundene Sohn Friedrich als sein idealistisches Gegenstück wie Max Piccolomini bei Schiller.
Die erstmalige Aufführung von Nestroys Stück in Wien erfolgte erst etliche Jahre nach der Entstehung. Otto Rommels Annahme des Entstehungsjahres 1822 ist unwahrscheinlich, da das Original erst 1820 im Druck erschien (1825 nachgedruckt). Es wird gerätselt, warum Nestroy dieses Werk so lange aufhob, ohne offenbar eine Aufführung geplant zu haben, wenn auch nach einer Notiz im Jahrbuch der Grillparzer Gesellschaft von 1931 eine solche möglicherweise für 1836 geplant war (unter dem Titel „Friedrich Schmidtberg oder Das Zigeunermädchen“). Unbestreitbar war es aber Nestroys erster Versuch als Theater-Schriftsteller.
Als Nestroy von seinem Kollegen Louis Grois um ein Stück für dessen Benefizabend gebeten wurde, überließ er ihm seine „Jugendsünde“ „Prinz Friedrich“, die er in „Rudolph, Prinz von Korsika“ umbenannte und etwas umänderte. So wurde Friedrich zu Rudolph, es fehlten der Verräter Salidro, der Jude und weitere Nebenfiguren, die in gestrichenen Szenen auftraten. Dadurch wurde die Handlung allerdings nicht gestrafft, sondern eher verworrener. Selbst dem Stück misstrauend, spielte Nestroy bei den zwei Aufführungen gar nicht erst mit. Der finanzielle Erfolg für Grois war sehr groß, da das Publikum neugierig auf einen „neuen“ Nestroy am 18. Dezember 1841 in Scharen ins Theater strömte, der Beifall blieb allerdings eher gering. Die von Nestroy wie stets eine Parodie erwartenden Wiener lachten über die unfreiwillige Komik vieler Sätze, die Kritik blieb ratlos bis verärgert.
Eion offenbar für die Premiere von Adolf Müller senior komponierter „Chor zu dem Schauspiel Rudolph von Joh.Nestroy“, der von den Zigeunern gesungen wird, ist in einer Partitur von sechs Blättern erhalten geblieben. Der Text dazu ist nicht in Nestroys Handschrift verfasst und es gibt auch keinen Hinweis, dass er von ihm stammen könnte. Wo der Chor im Stück vorkam, ist nicht mehr feststellbar, er wurde vermutlich im 1. Akt entweder am Beginn der 7. (Zigeunerlager im Wald bei Cöln) oder – weniger wahrscheinlich – am Ende der 10. Szene (die Zigeuner verteidigen Friedrich) gesungen. Der Refrain war von den einzelnen Stimmen mehrfach zu wiederholen:
„Drum sieht er was er haschen kann, als Beute der Zigeuner an.“

## Zeitgenössische Rezeption
Die Wiener Theaterzeitung von Adolf Bäuerle schrieb am 20. Dezember 1841:
„Hr. Grois wollte sich ein volles Haus an diesem Abend verschaffen, darum wählte er dieses Stück. Seine Speculation gelang vollkommen, aber das Publikum war hiermit nicht zufrieden. Das romantische Schauspiel mißfiel, und nicht ohne Grund. […] Hr. Nestroy bleibe bei seinem Genre. […] Man sagt, Hr. Nestroy habe dieses Stück schon vor vierzehn Jahren geschrieben. Referent will dieses sehr gerne glauben; es ist – also eine Anfängerarbeit; gut!“
Ebenfalls an diesem Tag spöttelte Der Humorist von Moritz Gottlieb Saphir, Nestroy wie so oft nicht sehr gewogen, über das Werk:
„Ein Kirchweihfest mit einem – Leichenzug, ein Faschingdienstag mit einem – Aschermittwochsgesicht, Jokus mit dem – Trauerspieldolche, Nestroy und ein Schauspiel!“

## Spätere Interpretationen
Helmut Ahrens nennt das Stück „Nestroys schwächliches Erstlingswerk“, eine „unbedachte dramatische Anfängertat“ und beschreibt die oben genannte Reaktion des Publikums und der Presse. Erstaunlicherweise habe das sonst leicht erzürnbare Vorstadtpublikum den „korsischen Sündenfall“ rasch vergeben, eine Reaktion, mit der Nestroy nicht unbedingt immer rechnen durfte.
Gustav Pichler stellt fest, Nestroy habe sich mit diesem Stück der Weltanschauung Ferdinand Raimunds vom „kleinen Glück“ angenähert.

## Text
- Johann Nestroy: Prinz Friedrich von Corsica. Böhlau-Taschenbuch, Wien 1997, ISBN 3-2059-8799-3.